# José Enrique
José Enrique, właśc. José Enrique Sánchez Díaz (wym. [xoˈse enˈɾike]; ur. 23 stycznia 1986 w Walencji) – hiszpański piłkarz występujący na pozycji lewego obrońcy.

## Kariera klubowa
Enrique urodził się w Walencji. Swoją karierę piłkarską zaczynał w miejscowym Levante UD.
Szybko przeszedł jednak do miejscowego rywala, Valencii.
Valencia wypożyczyła go na jeden sezon do Celty Vigo.
Po sezonie spędzonym w ekipie Celtiñas podpisał kontrakt z Villarreal CF.
Po zakończeniu sezonu 2006/2007 przeszedł do angielskiego Newcastle United, podpisując z tym klubem pięcioletni kontrakt. Wartość transferu wyniosła 6,3 mln funtów. Enrique w drużynie Newcastle zadebiutował 29 sierpnia 2007 roku w wygranym 2-0 spotkaniu z Barnsley. Zagrał wtedy pełne 90 minut. Debiutanckie spotkanie w Premier League zaliczył 23 września 2007 roku. Jego drużyna grała wówczas z West Ham United. W drużynie Srok zaliczył ponad 100 ligowych występów, strzelając przy tym jedną bramkę. Występował tam z numerem 3 na koszulce. W sezonie 2008/2009 spadł z Newcastle United do Championship.
12 sierpnia 2011 roku przeniósł się do Liverpoolu F.C., podpisując z tym klubem pięcioletni kontrakt. Wartość transferu wyniosła 5,5 mln funtów. Otrzymał koszulkę z numerem 3, czyli tym samym, z jakim występował w Newcastle. 9 maja 2016 roku został poinformowany, że klub nie potrzebuje więcej jego usług i nie przedłuży z nim kontraktu. Były obrońca Newcastle rozegrał w barwach The Reds 99 spotkań.
W sezonie 2011/2012 Enrique zdobył z drużyną klubową Puchar Ligi Angielskiej.
17 listopada 2012 trafił swojego pierwszego gola w barwach The Reds w meczu z Wigan.

## Kariera reprezentacyjna
José Enrique zaliczył trzy spotkania w reprezentacji Hiszpanii U-21, w której zadebiutował 5 czerwca 2007 roku w spotkaniu z młodzieżową ekipą Gruzji. Wcześniej Enrique zaliczył cztery występy w kadrze U-20 oraz dwa występy w kadrze U-16.

## Statystyki kariery
Aktualne na dzień 30 stycznia 2016 r.
| 2004/05            | Levante B          | Segunda División B | 19  | 1 | 0  | 0 | —  | — | — | — | 19  | 1 |
| 2005/06            | Valencia CF        | Primera División   | 0   | 0 | 0  | 0 | —  | — | 0 | 0 | 0   | 0 |
| 2005/06            | Celta Vigo (wyp.)  | Primera División   | 15  | 0 | 3  | 0 | —  | — | — | — | 18  | 0 |
| 2006/07            | Villarreal CF      | Primera División   | 23  | 0 | 2  | 0 | —  | — | — | — | 25  | 0 |
| 2007/08            | Newcastle United   | Premier League     | 23  | 0 | 3  | 0 | 2  | 0 | 0 | 0 | 28  | 0 |
| 2008/09            | Newcastle United   | Premier League     | 26  | 0 | 1  | 0 | 1  | 0 | — | — | 28  | 0 |
| 2009/10            | Newcastle United   | Championship       | 34  | 1 | 2  | 0 | 1  | 0 | — | — | 37  | 1 |
| 2010/11            | Newcastle United   | Premier League     | 36  | 0 | 0  | 0 | 0  | 0 | — | — | 36  | 0 |
| 2011/12            | Liverpool          | Premier League     | 35  | 0 | 4  | 0 | 4  | 0 | — | — | 44  | 0 |
| 2012/13            | Liverpool          | Premier League     | 29  | 2 | 0  | 0 | 0  | 0 | 6 | 0 | 35  | 2 |
| 2013/14            | Liverpool          | Premier League     | 8   | 0 | 0  | 0 | 1  | 0 | — | — | 9   | 0 |
| 2014/15            | Liverpool          | Premier League     | 4   | 0 | 2  | 0 | 1  | 0 | 2 | 0 | 9   | 0 |
| 2015/16            | Liverpool          | Premier League     | 0   | 0 | 3  | 0 | 0  | 0 | 0 | 0 | 3   | 0 |
| Łącznie w karierze | Łącznie w karierze | Łącznie w karierze | 252 | 4 | 19 | 0 | 10 | 0 | 8 | 0 | 286 | 4 |